# HD 83465
HD 83465，又名CP-52 2612，SAO 237144、HR 3837，是一颗恒星，视星等为6.19，位于銀經276.03，銀緯-0.56，其B1900.0坐标为赤經9h 33m 24.1s，赤緯-52° -0.56′ 50″。